# Țvit, Șepetivka
Țvit (în ucraineană Цвіт) este un sat în comuna Rîlivka din raionul Șepetivka, regiunea Hmelnîțkîi, Ucraina.

## Demografie
Componența lingvistică a localității Țvit
     Ucraineană (100%)
Conform recensământului din 2001, toată populația localității Țvit era vorbitoare de ucraineană (100%).